# Campionati oceaniani di triathlon del 2017
I Campionati oceaniani di triathlon del 2017 ( edizione) si sono tenuti a Devonport in Tasmania (Australia), in data 18 marzo 2017.
Tra gli uomini ha vinto l'australiano Matthew Baker, mentre la gara femminile è andata all'australiana Emma Jeffcoat.
Nella gara valida per il titolo under 23, ha trionfato tra gli uomini l'australiano Matthew Baker, mentre tra le donne l'australiana Emma Jeffcoat.
La competizione della categoria junior si è tenuta a Perth in Australia, in data 4 marzo 2017.
Tra gli uomini ha vinto l'australiano Matthew Hauser. La gara femminile è andata all'australiana Joanne Miller.

## Risultati

### Élite uomini
| Pos. | Nome                  | Paese         | Nuoto    | Bici     | Corsa    | Totale   |
| ---- | --------------------- | ------------- | -------- | -------- | -------- | -------- |
|      | Matthew Baker         | Australia     | 00:16:48 | 01:02:06 | 00:32:25 | 01:52:34 |
|      | Marcel Walkington     | Australia     | 00:16:46 | 01:02:11 | 00:33:01 | 01:53:12 |
|      | Tayler Reid           | Nuova Zelanda | 00:16:34 | 01:02:28 | 00:34:50 | 01:55:02 |
| 4    | Daniel Coleman        | Australia     | 00:17:24 | 01:03:25 | 00:34:23 | 01:56:23 |
| 5    | Kye Wylde             | Australia     | 00:17:22 | 01:03:04 | 00:35:05 | 01:56:39 |
| 6    | Max Neumann           | Australia     | 00:17:48 | 01:05:46 | 00:33:10 | 01:58:00 |
| 7    | Brady Goodyear        | Australia     | 00:17:13 | 01:04:49 | 00:35:34 | 01:58:52 |
| 8    | Kurt Wesley           | Australia     | 00:17:28 | 01:04:41 | 00:36:04 | 01:59:20 |
| 9    | Adam Rudgley          | Australia     | 00:18:11 | 01:05:28 | 00:35:03 | 01:59:58 |
| 10   | Jonathan Sammut       | Australia     | 00:17:29 | 01:03:20 | 00:39:35 | 02:01:44 |
| 11   | Caleb Noble           | Australia     | 00:17:43 | 01:05:54 | 00:38:56 | 02:03:45 |
| 12   | Andrew Watson         | Australia     | 00:17:44 | 01:05:51 | 00:42:46 | 02:07:33 |
| 13   | Jack Van Stekelenburg | Australia     | 00:17:25 | 01:09:00 | 00:40:28 | 02:08:06 |
| 14   | Sam Lewis             | Australia     | 00:16:49 | 01:07:17 | 00:42:25 | 02:08:13 |
| 15   | Damon Boag            | Australia     | 00:18:32 | 01:08:09 | 00:41:53 | 02:09:53 |

### Élite donne
| Pos. | Atleta            | Paese     | Nuoto    | Bici     | Corsa    | Totale   |
| ---- | ----------------- | --------- | -------- | -------- | -------- | -------- |
|      | Emma Jeffcoat     | Australia | 00:18:28 | 01:09:31 | 00:38:16 | 02:07:33 |
|      | Gillian Backhouse | Australia | 00:19:20 | 01:10:18 | 00:37:32 | 02:08:26 |
|      | Joanne Miller     | Australia | 00:20:20 | 01:12:42 | 00:41:21 | 02:15:47 |
| 4    | Holly Grice       | Australia | 00:20:07 | 01:12:57 | 00:44:04 | 02:18:32 |
| 5    | Kira Hedgeland    | Australia | 00:19:59 | 01:13:07 | 00:45:08 | 02:19:35 |
| 6    | Brittany Dutton   | Australia | 00:20:28 | 01:17:06 | 00:44:14 | 02:23:08 |

### Junior uomini
| Pos. | Nome               | Paese         | Nuoto    | Bici     | Corsa    | Totale   |
| ---- | ------------------ | ------------- | -------- | -------- | -------- | -------- |
|      | Matthew Hauser     | Australia     | 00:10:14 | 00:26:47 | 00:16:47 | 00:54:39 |
|      | Liam Mccoach       | Australia     | 00:10:34 | 00:26:52 | 00:17:03 | 00:55:20 |
|      | Luke Burns         | Australia     | 00:10:47 | 00:26:42 | 00:17:19 | 00:55:38 |
| 4    | Nicholas Free      | Australia     | 00:10:41 | 00:26:41 | 00:17:39 | 00:56:00 |
| 5    | Luke Bate          | Australia     | 00:10:36 | 00:26:48 | 00:17:57 | 00:56:11 |
| 6    | Brandon Swift      | Australia     | 00:10:46 | 00:26:37 | 00:18:05 | 00:56:18 |
| 7    | Janus Staufenberg  | Nuova Zelanda | 00:10:43 | 00:26:42 | 00:18:16 | 00:56:30 |
| 8    | Callum McClusky    | Australia     | 00:10:59 | 00:26:58 | 00:17:50 | 00:56:40 |
| 9    | Trent Dodds        | Nuova Zelanda | 00:11:11 | 00:26:47 | 00:17:49 | 00:56:41 |
| 10   | Luke Schofield     | Australia     | 00:11:23 | 00:27:43 | 00:17:45 | 00:57:45 |
| 11   | Oli Stenning       | Regno Unito   | 00:11:11 | 00:26:44 | 00:18:59 | 00:57:52 |
| 12   | Jack Sosinski      | Australia     | 00:11:07 | 00:26:51 | 00:19:01 | 00:57:58 |
| 13   | Liam Sproule       | Australia     | 00:10:17 | 00:26:45 | 00:20:09 | 00:58:07 |
| 14   | Dylan Mccullough   | Nuova Zelanda | 00:00:00 | 00:26:44 | 00:19:51 | 00:58:12 |
| 15   | Bradley Cullen     | Nuova Zelanda | 00:10:57 | 00:27:05 | 00:19:25 | 00:58:24 |
| 16   | Kieran Tall        | Australia     | 00:12:04 | 00:27:59 | 00:18:04 | 00:59:16 |
| 17   | Duncan Jones       | Australia     | 00:00:00 | 00:27:44 | 00:00:00 | 00:59:22 |
| 18   | Jayden Schofield   | Australia     | 00:11:33 | 00:28:33 | 00:18:20 | 00:59:30 |
| 19   | David Pinto        | Australia     | 00:11:42 | 00:28:28 | 00:18:25 | 00:59:35 |
| 20   | Connor Whiteley    | Australia     | 00:11:22 | 00:28:54 | 00:19:06 | 01:00:19 |
| 21   | Lachlan Jones      | Australia     | 00:10:42 | 00:26:42 | 00:22:16 | 01:00:34 |
| 22   | Luke Harvey        | Australia     | 00:11:37 | 00:27:26 | 00:21:07 | 01:01:07 |
| 23   | Brock Taylor       | Australia     | 00:12:09 | 00:27:58 | 00:20:18 | 01:01:20 |
| 24   | Mitchell Lees      | Australia     | 00:11:28 | 00:27:39 | 00:21:40 | 01:01:44 |
| 25   | Stefan Kot         | Australia     | 00:12:00 | 00:28:14 | 00:20:36 | 01:01:44 |
| 26   | Toby Croudson      | Australia     | 00:10:39 | 00:26:52 | 00:23:55 | 01:02:19 |
| 27   | Nicholas Thompson  | Australia     | 00:11:41 | 00:29:26 | 00:20:17 | 01:02:31 |
| 28   | Jack Orr           | Australia     | 00:11:16 | 00:31:16 | 00:19:16 | 01:02:45 |
| 29   | Alex Durrant-Whyte | Australia     | 00:12:00 | 00:29:19 | 00:20:54 | 01:03:19 |
| 30   | Shaun Earp         | Australia     | 00:11:49 | 00:28:27 | 00:22:31 | 01:03:45 |
| 31   | Lorcan Redmond     | Australia     | 00:11:18 | 00:29:35 | 00:22:09 | 01:03:59 |
| 32   | Max Trevena        | Australia     | 00:11:52 | 00:28:20 | 00:23:56 | 01:05:06 |
| 33   | Liam Smith         | Australia     | 00:11:02 | 00:26:50 | 00:35:00 | 01:13:53 |

### Junior donne
| Pos. | Atleta            | Paese         | Nuoto    | Bici     | Corsa    | Totale   |
| ---- | ----------------- | ------------- | -------- | -------- | -------- | -------- |
|      | Joanne Miller     | Australia     | 00:11:19 | 00:29:47 | 00:20:05 | 01:02:07 |
|      | Ainsley Thorpe    | Nuova Zelanda | 00:11:26 | 00:29:40 | 00:20:08 | 01:02:09 |
|      | Jessica Claxton   | Australia     | 00:11:16 | 00:29:46 | 00:20:17 | 01:02:17 |
| 4    | Kira Hedgeland    | Australia     | 00:11:17 | 00:29:50 | 00:21:25 | 01:03:24 |
| 5    | Katherine Badham  | Nuova Zelanda | 00:12:27 | 00:29:30 | 00:20:53 | 01:03:51 |
| 6    | Emily Jamgotchian | Australia     | 00:12:34 | 00:29:25 | 00:21:10 | 01:04:07 |
| 7    | Annabel White     | Australia     | 00:11:28 | 00:30:33 | 00:21:06 | 01:04:11 |
| 8    | Milan Agnew       | Australia     | 00:12:28 | 00:29:29 | 00:21:22 | 01:04:21 |
| 9    | Fern Davies       | Australia     | 00:11:38 | 00:30:21 | 00:21:40 | 01:04:37 |
| 10   | Brittany Yarde    | Australia     | 00:12:23 | 00:29:35 | 00:21:40 | 01:04:41 |
| 11   | Jessica Ashworth  | Australia     | 00:12:29 | 00:29:32 | 00:21:36 | 01:04:44 |
| 12   | Cassia Boglio     | Australia     | 00:12:19 | 00:29:37 | 00:21:57 | 01:04:55 |
| 13   | Samantha Whitting | Australia     | 00:12:03 | 00:29:56 | 00:22:02 | 01:05:01 |
| 14   | Hannah Knighton   | Nuova Zelanda | 00:11:31 | 00:30:21 | 00:22:53 | 01:05:40 |
| 15   | Brooke Mccoy      | Australia     | 00:12:41 | 00:31:04 | 00:21:34 | 01:06:21 |
| 16   | Hayley Stanford   | Australia     | 00:12:28 | 00:32:08 | 00:21:09 | 01:06:48 |
| 17   | Hailey Mason      | Australia     | 00:12:32 | 00:31:53 | 00:22:14 | 01:07:55 |
| 18   | Aleisha Wesley    | Australia     | 00:11:30 | 00:30:24 | 00:26:04 | 01:09:05 |
| 19   | Elle Rubotham     | Australia     | 00:12:26 | 00:32:10 | 00:23:35 | 01:09:13 |
| 20   | Olivia Smith      | Australia     | 00:11:41 | 00:35:17 | 00:25:01 | 01:13:06 |
| 21   | Lauren Elliott    | Australia     | 00:12:30 | 00:32:06 | 00:30:19 | 01:16:07 |

### Under 23 uomini
| Pos. | Atleta                | Paese         | Nuoto    | Bici     | Corsa    | Totale   |
| ---- | --------------------- | ------------- | -------- | -------- | -------- | -------- |
|      | Matthew Baker         | Australia     | 00:16:48 | 01:02:06 | 00:32:25 | 01:52:34 |
|      | Tayler Reid           | Nuova Zelanda | 00:16:34 | 01:02:28 | 00:34:50 | 01:55:02 |
|      | Daniel Coleman        | Australia     | 00:17:24 | 01:03:25 | 00:34:23 | 01:56:23 |
| 4    | Kye Wylde             | Australia     | 00:17:22 | 01:03:04 | 00:35:05 | 01:56:39 |
| 5    | Max Neumann           | Australia     | 00:17:48 | 01:05:46 | 00:33:10 | 01:58:00 |
| 6    | Brady Goodyear        | Australia     | 00:17:13 | 01:04:49 | 00:35:34 | 01:58:52 |
| 7    | Kurt Wesley           | Australia     | 00:17:28 | 01:04:41 | 00:36:04 | 01:59:20 |
| 8    | Jonathan Sammut       | Australia     | 00:17:29 | 01:03:20 | 00:39:35 | 02:01:44 |
| 9    | Caleb Noble           | Australia     | 00:17:43 | 01:05:54 | 00:38:56 | 02:03:45 |
| 10   | Andrew Watson         | Australia     | 00:17:44 | 01:05:51 | 00:42:46 | 02:07:33 |
| 11   | Jack Van Stekelenburg | Australia     | 00:17:25 | 01:09:00 | 00:40:28 | 02:08:06 |
| 12   | Sam Lewis             | Australia     | 00:16:49 | 01:07:17 | 00:42:25 | 02:08:13 |
| 13   | Damon Boag            | Australia     | 00:18:32 | 01:08:09 | 00:41:53 | 02:09:53 |

### Under 23 donne
| Pos. | Atleta          | Paese     | Nuoto    | Bici     | Corsa    | Totale   |
| ---- | --------------- | --------- | -------- | -------- | -------- | -------- |
|      | Emma Jeffcoat   | Australia | 00:18:28 | 01:09:31 | 00:38:16 | 02:07:33 |
|      | Joanne Miller   | Australia | 00:20:20 | 01:12:42 | 00:41:21 | 02:15:47 |
|      | Holly Grice     | Australia | 00:20:07 | 01:12:57 | 00:44:04 | 02:18:32 |
| 4    | Kira Hedgeland  | Australia | 00:19:59 | 01:13:07 | 00:45:08 | 02:19:35 |
| 5    | Brittany Dutton | Australia | 00:20:28 | 01:17:06 | 00:44:14 | 02:23:08 |